# Bulbine alata
Bulbine alata är en grästrädsväxtart som beskrevs av Baijnath. Bulbine alata ingår i släktet bulbiner, och familjen grästrädsväxter. Inga underarter finns listade i Catalogue of Life.